# Apeadeiro de Jacques Delors-A
O Apeadeiro de Jacques Delors - A, mais conhecido como Jacques Delors, é uma gare encerrada da Linha do Tua, situada na cidade de Mirandela, em Portugal.

## História
Esta interface insere-se no lanço da Linha do Tua entre as estações de Mirandela e Romeu, que abriu à exploração em 2 de Agosto de 1905. Não fazia parte originalmente da linha, tendo sido construído no âmbito do programa do Metro de Mirandela, que foi inaugurado entre Carvalhais e Mirandela em 28 de Julho de 1995.

A 14 de dezembro de 2018 os serviços feroviários do Metro de Mirandela foram suspensos.